# Euphranta bischofi
Euphranta bischofi är en tvåvingeart som först beskrevs av Kertesz 1901.  Euphranta bischofi ingår i släktet Euphranta och familjen borrflugor. Inga underarter finns listade i Catalogue of Life.